# Cormoran vigua
Nannopterum brasilianum
Espèce
Synonymes
- Phalacrocorax brasilianus

Statut de conservation UICN

 LC  : Préoccupation mineure
Le Cormoran vigua (Nannopterum brasilianum, anciennement Phalacrocorax brasilianus) est une espèce de cormoran que l'on peut trouver un peu partout dans l'Amérique tropicale et subtropicale, depuis le golfe du Mexique et les côtes de Californie jusqu'à l'extrémité sud de l'Amérique du Sud, en passant par le Mexique et l'Amérique centrale. Les populations situées au nord du Nicaragua, sont souvent appelées « Cormorans mexicains », et plusieurs auteurs pensent qu'il s'agit d'une espèce différente Phalacrocorax olivaceus.  Pour les autres auteurs, il s'agit de deux sous-espèces et parlent dès lors de N. b. mexicanus et de N. b. brasilianus.

## Description

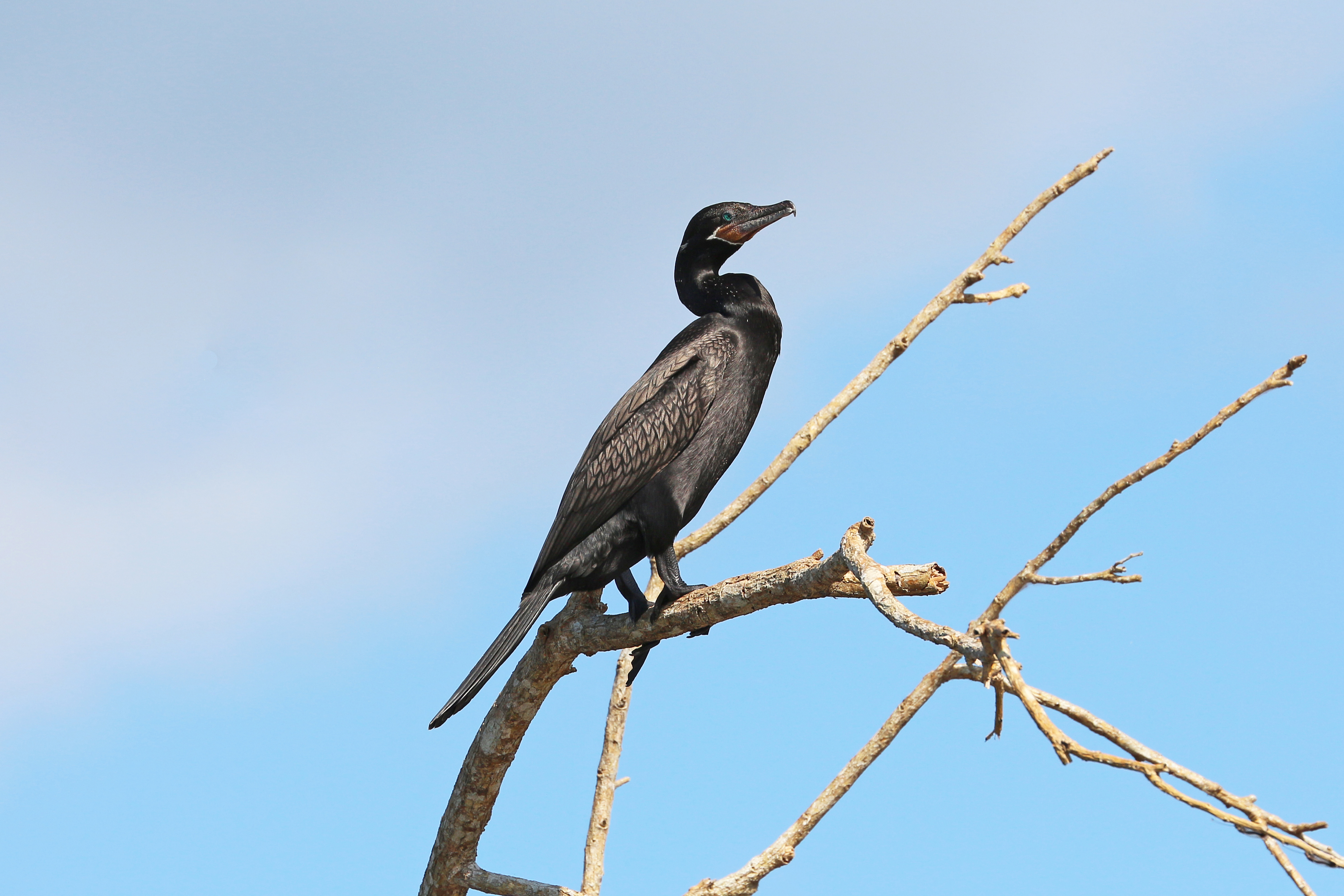
Cormoran vigua au Costa Rica

L'oiseau mesure 64 à 66 cm de longueur avec une envergure de 100 cm, et pèse de 1 à 1,5 kg. Les oiseaux des populations du sud tendent à être plus grands que ceux du nord. Il est plus petit que le cormoran à aigrettes. Il a une longue queue et tient fréquemment son cou en forme de « S ». Adulte, son plumage est surtout noir avec une tache jaune-brun à la gorge.
Les jeunes sont de couleur brunâtre.

## Comportement
Son régime alimentaire se compose principalement de petits poissons, mais il mange également des têtards, des grenouilles et des insectes aquatiques. Il semble se nourrir de petits poissons que l'on trouve en abondance dans les étangs et les anses abritées qui mesurent moins de 10 cm de long et ayant un poids individuel d'un gramme ou deux, tels que les espèces du genre Poecilia, en particulier Poecilia latipinna. Ce cormoran trouve sa nourriture en plongée sous-marine, se propulsant avec ses pattes. Ses plongées sont courtes, entre 5 et 15 secondes. Il est également connu pour se nourrir en groupes, avec plusieurs oiseaux battant l'eau avec leurs ailes afin de conduire les poissons en eaux peu profondes.
Les Cormorans vigua sont monogames et nichent en colonies. Le nid est une plate-forme fait de bâtonnets avec un trou au centre entouré de brindilles et d'herbes. Il est construit à quelques mètres au-dessus du sol ou au-dessus de l'eau (dans les mangroves) dans des buissons ou des arbres. La femelle pond en moyenne 3 œufs de couleur blanc bleuté mais le nombre moyen d'œufs qui éclosent est inférieur à 2. Le couple incube les œufs pendant environ 25-30 jours, et les deux parents nourrissent les jeunes avec des vers jusqu'à la 11e semaine. La semaine suivante, les jeunes sont indépendants. Il y a une couvée par an pour chaque couple.
Contrairement à d'autres cormorans, cet oiseau peut souvent être vu perché sur les fils.

## Sous-espèces
D'après la classification de référence (version 14.1, 2024) de l'Union internationale des ornithologues, le Cormoran vigua possède 2 sous-espèces (ordre philogénique) :
- Nannopterum brasilianum mexicanum (Brandt, JF, 1837) ;
- Nannopterum brasilianum brasilianum (Gmelin, JF, 1789).